# Franz Hofmann (Komponist)
Franz Dominik Hofmann (* 13. Dezember 1920 in Forchheim; † nach dem  11. Februar 1945  in Pillau) war ein deutscher Komponist.

## Leben
Hofmann erhielt zunächst Klavierunterricht bei seiner Tante, bevor er mit vierzehn Jahren begann erste Kompositionen zu schreiben. Ein Jahr später wurde er als Student am städtischen Konservatorium in Nürnberg angenommen, an dem er bei Karl Rast (Klavier) und Seby Horvath (Violine) studierte. Nach seinem Abitur wurde Hofmann 1939 zum Arbeitsdienst eingezogen. Trotzdem schaffte er es, zwischen 1940 und 1944 über 40 Werke für Kammermusik zu verfassen. Seine Violinsonaten wurden von seiner Ehefrau Sophie Hagemann, welche eine ausgebildete Geigerin war, gespielt. Im September 1944 wurde er als Gefreiter an die Ostfront gesandt, wo er trotz des Krieges weiterhin komponierte. Am 12. November 1944 wurde er schwer am Kopf verwundet und wurde in ein Lazarett in Königsberg gebracht, wo er bis Ende Januar 1945 blieb und weiterhin komponierte. In einem Brief vom 6. Februar aus Pillau berichtete er seiner Frau: „Das ersehnte Schiff will nicht kommen, trotzdem habe ich den 3. Satz der ››Kleinen Sonate‹‹ fertig gemacht.“
Hofmanns erste Werke ähneln denen seines Lehrers Karl Rorich am Nürnberger Konservatorium. Erst mit seiner Sonate aus dem Jahr 1940 für Violine und Klavier f-Moll begann er seinen eigenen Stil zu entwickeln. Die meisten seiner Werke sind in der Form einer Suite oder einer Variation verfasst. Nach 1960 wurden seine Kompositionen vergessen. Erst 1985 wurden sie wiederentdeckt und werden seitdem auch erst wieder aufgeführt, darunter befinden sich ein Violinkonzert und ein Hornquintett, das 1994 von Mitgliedern der Wiener Philharmoniker eingespielt wurde. Das letzte Schreiben datiert vom 11. Februar 1945 aus einem Lazarett in Pillau. Seither gilt F. Hofmann als vermisst. Pillau wurde am 25. April 1945 erobert. F. Hofmann starb entweder an seinen schweren Verletzungen  oder beim Großangriff auf Pillau. Am 2. Dezember 1963 wurde F. Hofmann für tot erklärt.  